# Ваканцията: Строго забранена
„Ваканцията: Строго забранена“ (на английски: Recess: School's Out) е американски анимационен филм от 2001 г., базиран на „Голямото междучасие“, по идея на Джо Ансолабихиър и Пол Джърмейн (кредитирани в надписите като Пол и Джо).

## Синхронен дублаж

### Озвучаващи артисти
| Роля                  | Английски език                               | Български език                                 |
| --------------------- | -------------------------------------------- | ---------------------------------------------- |
| Ти Джей Детуайлър     | Андрю Лорънс                                 | Дима Пройкова                                  |
| Винс ЛаСал            | Рики Дишон Колинс                            | Деян Ангелов                                   |
| Майки Блъмбърг        | Джейсън Дейвис (диалог) Робърт Гулей (вокал) | Албена Михова (диалог) Ненчо Балабанов (вокал) |
| Ашли Спинели          | Памела Сегал                                 | Соня Костадинова                               |
| Гретхен Гръндлър      | Ашли Джонсън                                 | Йорданка Илова                                 |
| Гюс Гризуолд          | Кортланд Мийд                                | Здрава Каменова                                |
| Директор Питър Прикли | Дабни Колман                                 | Иван Джамбазов                                 |
| Мюриъл Финстър        | Ейприл Уинчъл                                | Илка Зафирова                                  |
| Беки Детуайлър        | Мелиса Джоун Харт                            | Петя Абаджиева                                 |
| Д-р Филиъм Бенедикт   | Джеймс Уудс                                  | Стоян Алексиев                                 |
| Гологлавия            | Кланси Браун                                 | Николай Урумов                                 |
| Фенуик                | Питър Макникъл                               | Георги Стоянов                                 |
| Г-жа Детуайлър        | Ейприл Уинчъл                                | Светлана Смолева                               |
| Г-н Детуайлър         | Пол Уилсън                                   | Любомир Младенов                               |
| Крал Боб              | Лейн Торан                                   | Ангел Генов                                    |
| Ашли А.               | Анди Макфий                                  | Василка Сугарева                               |
| Ашли Кю               | Рейчъл Крейн                                 | Ася Братанова                                  |
| Г-жа Гротки           | Алис Бийзли                                  | Василка Сугарева                               |
| Капитан Брад          | Ерик фон Детън                               | Цанко Тасев                                    |
| Морт Чок              | Чарлс Кимбро                                 | Цветан Ватев                                   |
| Д-р Стайнхаймър       | Трес Макнийл                                 | Василка Сугарева                               |
| Ченгета               | Никълъс Туртуро Кевин Майкъл Ричардсън       | Цанко Тасев Иван Петрушинов                    |
| Инспектор             | Робърт Стак                                  | Цветан Ватев                                   |
| Треньор               | Кен Суофърд                                  | Георги Георгиев                                |
| Д-р Розентал          | Тони Джей                                    | Любомир Младенов                               |
| Джордан               | Патрин Рина                                  | Георги Стоянов                                 |
| Режисьорка на операта | Трес Макнийл                                 | Симона Нанова                                  |
| Полковник О'Мали      | Роналд Лий Ърми                              | Георги Георгиев                                |
| Първи играч на голф   | Джак Райли                                   | Любомир Младенов                               |
| Втори играч на голф   | Фил Проктър                                  | Цветан Ватев                                   |
| Втори охранител       | Дийдрик Бейдър                               | Любомир Младенов                               |

### Песни
| Песен                            | Изпълнител                                                                                 |
| -------------------------------- | ------------------------------------------------------------------------------------------ |
| Джон Джейкъб Джингълхайдър Шмидт | Ненчо Балабанов Дима Пройкова Деян Ангелов Соня Костадинова Йорданка Илова Здрава Каменова |
| Звънна на дайре                  | Ненчо Балабанов                                                                            |

### Екип
| Обработка                            | Александра Аудио                      |
| Продуцент на българската версия      | Disney Character Voices International |
| ------------------------------------ | ------------------------------------- |
| Режисьор на дублажа                  | Симона Нанова                         |
| Превод                               | ?                                     |
| Музикален режисьор Превод на песните | Десислава Софранова                   |
| Творчески ръководител                | Венета Янкова                         |